# Calibrachoa parviflora
Espèce
Classification APG III (2009)
Calibrachoa parviflora, le Pétunia à petites fleurs, est une espèce de plantes à fleurs de la famille des Solanaceae, originaire d'Amérique du Sud, du Mexique et du sud-ouest des États-Unis.

## Description
Calibrachoa parviflora est une plante herbacée annuelle ou pérenne suivant le lieu. Les tiges et les feuilles sont en général couvertes de petites glandes qui les rendent collantes.
Les tiges qui courent sur le sol (prostées) et font des racines aux nœuds peuvent atteindre 50 cm de long.
Les feuilles alternes, subsessiles, de 5-20 mm, linéaires à spatulées ou oblancéolées sont en général à demi succulentes. Les marges sont entières.
Les fleurs axillaires sont petites. Elles comprennent un calice de 3 à 6 mm, à 5 lobes plus long que le tube, une corolle d'environ 4-8 mm de diamètre, voyante, formée d'un tube jaunâtre et de lobes pourpres.
Le fruit est une capsule renfermant de petites graines de 0,5 mm, brunes.

## Distribution
Calibrachoa parviflora est originaire d'Amérique du Sud (Brésil, Argentine, Chili, Paraguay, Uruguay), du Mexique et du sud-ouest des États-Unis.
Il a été introduit dans d'autres régions du monde où il s'est naturalisé. C'est le cas en Australie et dans le sud-est des États-Unis.

## Nomenclature
Cette plante fut décrite la première fois, en 1803, par Antoine-Laurent de Jussieu à partir de spécimens récoltés par Philibert Commerson en Uruguay. Il créa à cette occasion le nouveau genre des Petunia dans lequel il la plaça sous le nom de Petunia parviflora. Ce n'est que dans les années 1985-1990 que Wijsman procéda à une révision du genre Petunia et transféra les espèces liées à Petunia parviflora dans le nouveau genre Calibrachoa.